# Cour constitutionnelle de la fédération de Russie
Pour les articles homonymes, voir Cour constitutionnelle.
La Cour constitutionnelle de la fédération de Russie (russe : Конституционный суд Российской Федерации) est une haute cour faisant partie du système judiciaire russe, habilitée à juger si certaines lois ou décrets présidentiels sont ou non contraires à la Constitution russe. Son objectif est seulement de protéger la Constitution (en exerçant un contrôle de constitutionnalité) et de trancher, en première instance, quelques types de litiges relevant de sa compétence, la plus haute juridiction d'appel étant en effet la Cour suprême de la fédération de Russie.

## Histoire

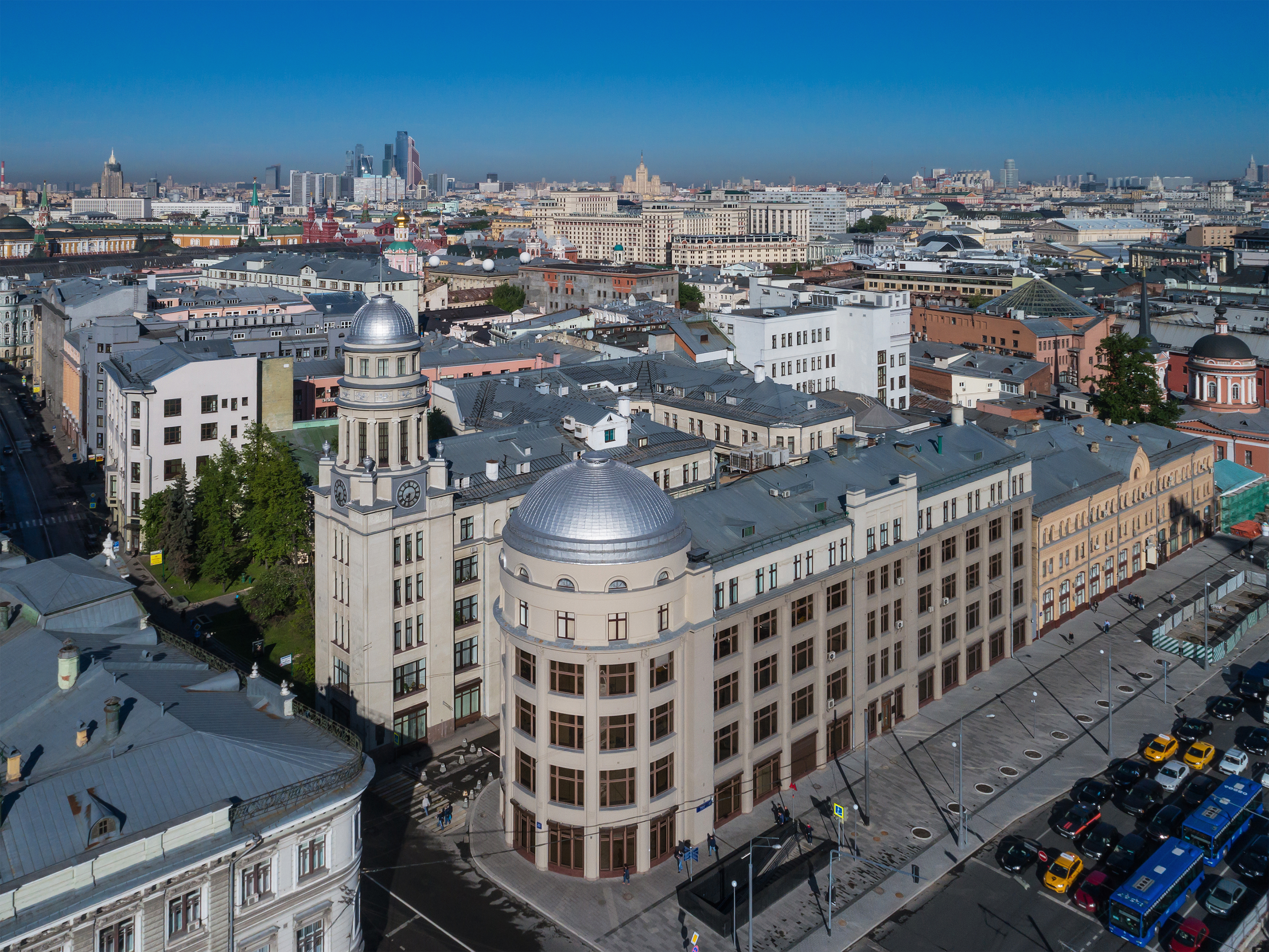
Ancien siège de la Cour constitutionnelle dans le quartier Kitaï-gorod de Moscou, conçu par les architectes et Ivan Rerberg.

Avant les années 1980, en URSS, l'importance du contrôle par voie judiciaire de la conformité des lois et des actes de l'Exécutif aux dispositions et aux principes de la Constitution n'était pas reconnue. Ce n'est que le 25 décembre 1989, lorsque la loi portant sur le contrôle de constitutionnalité en URSS fut votée, qu'une telle « inspection judiciaire » fut mise en place. Le Comité de contrôle constitutionnel fut créé à cet effet. Il commença à fonctionner au milieu de l'année 1990 et fut dissous vers la fin de l'année 1991. En décembre 1990, la Constitution de la république socialiste fédérative soviétique de Russie (RSFSR) fut amendée par des dispositions prévoyant la création de la Cour constitutionnelle. Le 12 juillet 1991, la loi relative à la Cour constitutionnelle de la RSFSR fut adoptée. En octobre, le cinquième Congrès des députés du peuple de la RSFSR a élu 13 membres à la Cour et celle-ci a commencé de facto à fonctionner. De novembre 1991 à octobre 1993, elle rendit quelques décisions d'une grande importance. Par exemple, elle déclara inconstitutionnels certains décrets du Præsidium du Soviet suprême, qui furent adoptés ultra vires, et interdit la pratique de l'expulsion extrajudiciaire. 
Le 7 octobre 1993, un décret de Boris Eltsine suspendit les travaux de la Cour constitutionnelle. Selon ce décret, la Cour constitutionnelle traversait une profonde crise. Le 24 décembre un autre décret présidentiel abrogea la loi relative à la Cour constitutionnelle de la RSFSR elle-même.
En juillet 1994, la nouvelle loi sur la Cour constitutionnelle fut adoptée. Cependant, la nouvelle Cour constitutionnelle ne commença ses travaux qu'en février 1995, parce que le Conseil de la fédération de Russie refusa à plusieurs reprises de nommer les juges proposés par Eltsine.
En 2005, les autorités fédérales proposèrent le transfert de la Cour de Moscou à Saint-Pétersbourg. Ce transfert, impliquant des attributions controversées de terrain sur l'île Krestovski pour accueillir les maisons des juges et pour déménager les Archives historiques de l'État russe hors de l'ancien bâtiment du Sénat et de la Synode, désormais occupé par le siège de la Cour, fut mené à son terme en 2008.
Le président Dmitri Medvedev proposa le 8 mai 2009 aux assemblées législatives et ratifia le 2 juillet une loi introduisant un amendement par lequel le président de la Cour et ses vice-présidents seraient proposés au Parlement par le président de la fédération plutôt qu'élus par les juges, comme c’était le cas auparavant.
Le juge de la Cour constitutionnelle Vladimir Iaroslavtsev (ru), dans une interview au journal espagnol El País publiée le 31 août 2009, déclara que l'administration du président et les services de sécurité avaient affaibli l'indépendance de la justice en Russie. En octobre, la Cour constitutionnelle, dans une motion sans précédent, accusa Iaroslavtsev de « saper l'autorité de la justice », en violation du code judiciaire, et le força à démissionner du Conseil des juges. Le juge Anatoli Kononov (ru), qui avait fréquemment été en désaccord avec les décisions prises à la majorité par la Cour, soutint Iaroslavtsev dans une interview au journal Sobessednik (ru), affirmant qu'il n'existait pas de justice indépendante en Russie, et critiqua les nouveaux amendements relatifs à la nomination du président de la Cour, qu'il jugeait antidémocratiques. La Cour constitutionnelle obligea Kononov à quitter ses fonctions à la Cour constitutionnelle le 1er janvier 2010, sept ans en avance,,.

## Composition
La Cour constitutionnelle russe se compose de 11 juges (19 avant 2020). Ceux-ci sont nommés par le Conseil de la fédération, chambre haute du Parlement de Russie, sur proposition du président russe. Leur mandat est d'une durée illimitée ; les juges doivent toutefois prendre leur retraite avant leur 70e anniversaire.

## Compétences
La Cour constitutionnelle de la fédération de Russie est compétente pour statuer sur la conformité :
- des lois fédérales, des actes normatifs du président de la fédération de Russie, du Conseil de la fédération, de la Douma d’État, du Gouvernement de la fédération de Russie ;
- des Constitutions des républiques, des statuts ainsi que des lois et des autres actes normatifs des sujets de la fédération de Russie adoptés sur les questions relevant de la compétence des organes du pouvoir d’État de la fédération de Russie et de la compétence conjointe des organes du pouvoir d’État de la fédération de Russie et des organes du pouvoir d’État des sujets de la fédération de Russie ;
- des accords entre les organes du pouvoir d’État de la fédération de Russie et les organes du pouvoir d’État des sujets de la fédération de Russie, des accords entre les organes du pouvoir d’État des sujets de la fédération de Russie ;
- des traités internationaux de la fédération de Russie non entrés en vigueur.

La cour est également compétente sur les conflits de compétence :
- entre les organes fédéraux du pouvoir d’État ;
- entre les organes du pouvoir d’État de la fédération de Russie et les organes du pouvoir d’État des sujets de la fédération de Russie ;
- entre les organes supérieurs d’État des sujets de la fédération de Russie.

La Cour Constitutionnelle de la fédération de Russie est habilitée à donner un avis sur le respect de la procédure établie relative à la mise en accusation du président de la fédération de Russie pour haute trahison ou une autre infraction grave.

## Présidents
- Valéri Zorkine (en) (1991–1993)
- Vladimir Toumanov (ru) (1995–1997)
- Marat Baglaï (1997–2003)
- Valéri Zorkine (en) (depuis 2003)

## Porte-parole du président à la Cour constitutionnelle
- Valéri Savitski (24 avril 1995 – 5 février 1996)
- Mikhaïl Mitioukov (ru) (5 février – 7 décembre 1996)
- Sergueï Chakhraï (en) (7 décembre 1996 – 29 juin 1998)
- Mikhaïl Mitioukov (ru) (29 juin 1998 – 7 novembre 2005)
- Mikhaïl Krotov (en) (7 novembre 2005-31 janvier 2020)
- Alexandre Konovalov (depuis le 31 janvier 2020)